# Bruno Balossetti
Bruno Balossetti (Fougères, 14 giugno 1973) è un ex hockeista su slittino italiano.

## Carriera
Tra i pionieri della disciplina in Italia, Balossetti ha disputato cinque edizioni dei giochi paralimpici invernali: Torino 2006, Vancouver 2010, Sochi 2014, Pyeongchang 2018 (col quarto posto finale) e Pechino 2022. Ha disputato anche numerose edizioni dei mondiali (miglior risultato il 5º posto nel 2015 e nel 2017), oltre ad aver fatto parte della squadra che vinse l'oro europeo nel 2011. Era presente anche agli europei di Zlín 2005, esordio degli azzurri in un torneo internazionale.
Nonostante viva in Piemonte, a Postua, è tesserato per la Polha di Varese e in campionato ha sempre difeso i colori della selezione lombarda, l'Armata Brancaleone (con l'eccezione della stagione 2021-2022, disputata con il Western Para Ice Hockey Team, squadra nata dalla provvisoria fusione dell'Armata Brancaleone coi Tori Seduti Torino).

## Palmarès

### Nazionale
- 1 Campionato europeo di hockey su slittino:
  - Sollefteå 2011